# 天庭學園
《天庭学园》是中国漫画家HeHe画的中国漫画，在《漫画秀》连载，在第100回由四格变大长篇故事漫画。在第31期起由原来的每期16P增加成每期20P+6则小四格。